# Melanagromyza yodai
Melanagromyza yodai este o specie de muște din genul Melanagromyza, familia Agromyzidae, descrisă de Mitsuhiro Sasakawa în anul 1962.
Este endemică în Thailand. Conform Catalogue of Life specia Melanagromyza yodai nu are subspecii cunoscute.